# Bitwa pod Wagabantą
Bitwa pod Wagabantą – starcie zbrojne, które miało miejsce w 371 r. w trakcie wojen rzymsko-perskich (Kampania perska Walensa w Armenii).
W roku 367 w Armenii doszło do wybuchu walk z królem perskim Szapurem II. Po zabiciu króla Armenii Arsakesa II z kraju zbiegł syn zamordowanego - Papa, który otrzymał schronienie u cesarza Walensa w Nowej Cezarei. W roku 369 Walens nakazał mu jednak powrócić do Armenii. W tym samym roku doszło do kolejnego najazdu wojsk Szapura, które zdobyły m.in. twierdzę Artogerassę. W mieście w ręce Persów wpadła wdowa po Arsacesie, królowa Farandżem, którą stracono.
Na wieść o tych wydarzeniach cesarz Walens wysłał do Armenii wojsko pod wodzą komesa Arynteusza. Wojska rzymskie na krótki czas powstrzymały ataki przeciwnika. W roku 371 po następnym najeździe Szapura II na Armenię, doszło do bitwy pod Wagabantą w której połączone wojska rzymsko-armeńskie dowodzone przez komesa Trajana pokonały Persów. Latem 371 r. obie strony zawarły zawieszenie broni. Szapur II powrócił do Ktezyfontu, natomiast Walens udał się do Antiochii. Tron Armenii objął syn Arsakesa Papa.